# 梅利莎·坦克雷迪
梅利莎·坦克雷迪（英語：Melissa Tancredi，1981年12月27日—），加拿大女子足球运动员。她曾代表加拿大国家队参加2008年、2012年和2016年夏季奥林匹克运动会足球比赛，获得二枚铜牌。